# Kletten-Krapp
Der Kletten-Krapp (Rubia peregrina), auch Levantinische Krappwurzel genannt, ist eine Pflanzenart aus der Gattung Färberröten (Rubia) innerhalb der Familie der Rötegewächse (Rubiaceae).

## Beschreibung

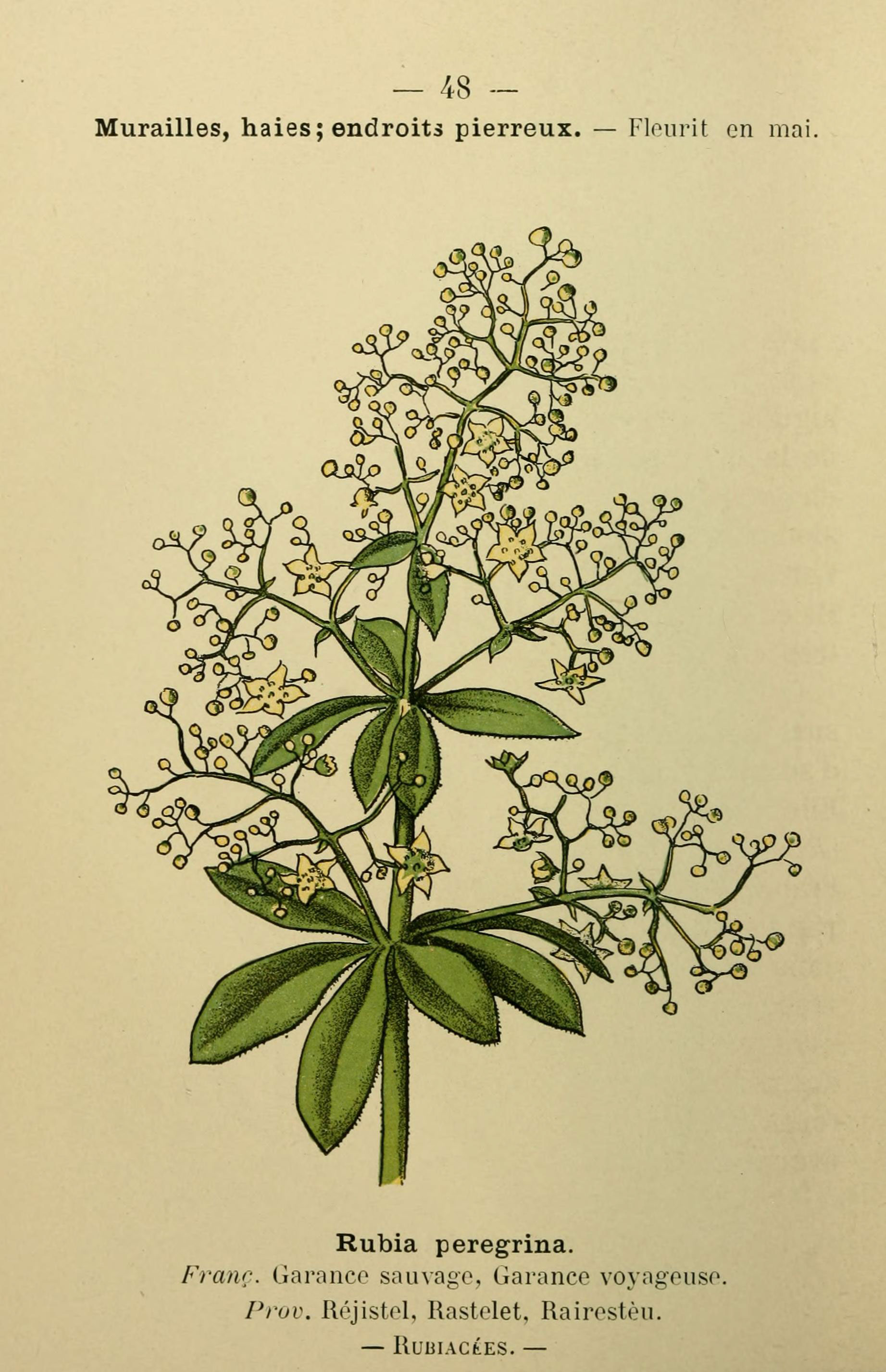
Illustration aus Flore coloriée de poche du littoral méditerranéen de Gênes à Barcelone y compris la Corse

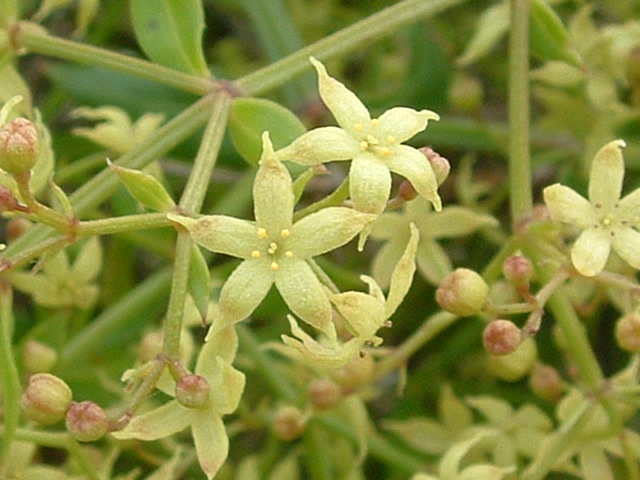
Blüten

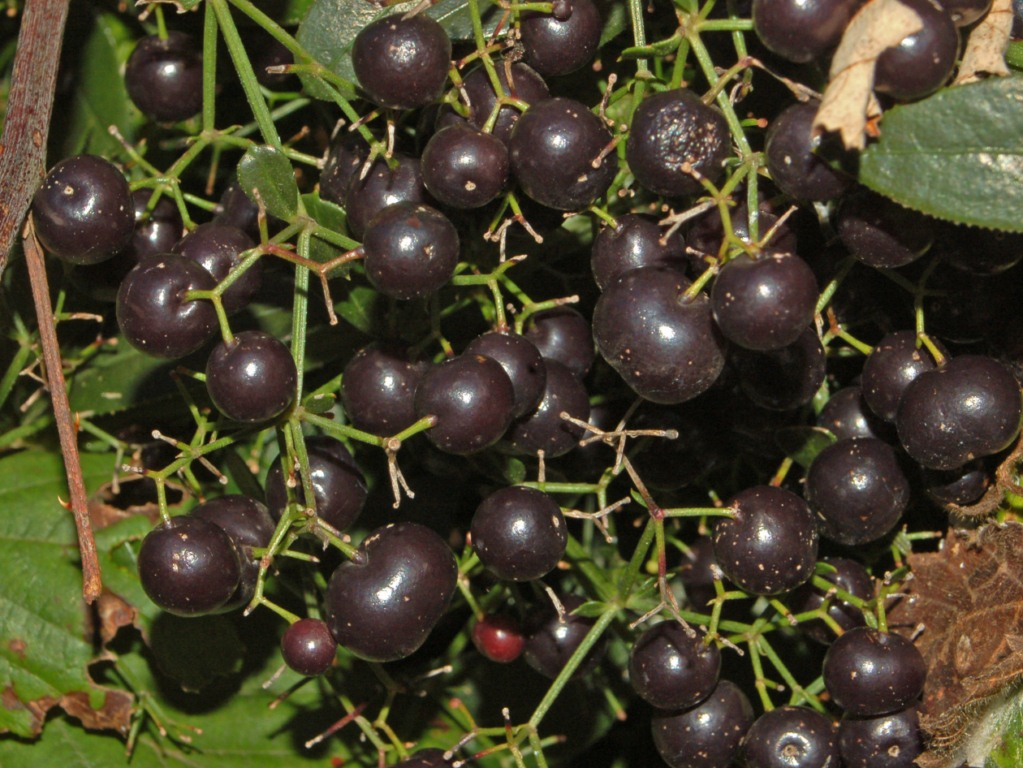
Früchte

### Vegetative Merkmale
Der Kletten-Krapp ist ein Halbstrauch, der Wuchshöhen von 30 bis 150 Zentimetern erreicht. Seine kahlen Sprossachsen sind vierkantig und verholzen am Grunde. Die Zweige sind oft überhängend. Die Sprossachsen, die Blattränder und die Mittelnerven der Blätter sind von kleinen rückwärts gerichteten Stacheln oder Borsten rau.
Die dunkelgrünen, steifledrigen Laubblätter stehen zu viert bis acht in Quirlen. Die am Rand fein stachelborstigen, spitzen bis zugespitzten und sitzenden, teils feinstachelspitzigen Blätter sind bei einer Breite von 3 bis 20 Millimetern lanzettlich bis eiförmig oder verkehrt-eiförmig. Sie besitzen nur undeutliche Seitennerven.

### Generative Merkmale
Die Blütezeit reicht April bis August. Es gibt seiten- und endständige Blütenstände. Die Blätter sind kürzer als die Teilblütenstände.
Die kleine, zwittrige Blüte ist fünfzählig. Die grünlich-gelbe Blütenkrone weist einen Durchmesser von 4 bis 6 Millimetern und endet gewöhnlich in fünf zugespitzten Kronzipfeln. Sie ist radförmig ausgebreitet. Die Staubbeutel sind halbkugelig und etwa so lang wie breit.
Die beerenartigen, kugeligen Früchte sind schwarz und 4 bis 6 Millimeter im Durchmesser groß.

## Vorkommen
Von Rubia peregrina gibt es Fundortangaben für die Azoren, Madeira, die Kanaren, Marokko, Algerien, Tunesien, Libyen, Portugal, Spanien, die Balearen, Frankreich, Großbritannien, Irland, Italien, Korsika, Sardinien, Sizilien, Malta, Kroatien, Slowenien, Albanien, Griechenland, Kreta und die Türkei. Der Kletten-Krapp gedeiht in Wäldern, in der Macchie und in Hecken.

## Systematik
Die Erstveröffentlichung von Rubia peregrina erfolgte 1753 durch Carl von Linné in Species Plantarum, Tomus I, S. 109. Synonyme für Rubia peregrina L. sind Rubia lucida L. und Rubia reiseri Hayek.
Bei manchen Autoren gibt es etwa drei Unterarten:
- Rubia peregrina subsp. agostinhoi (Dans. & P.Silva) Valdés Berm. & G.López (Syn.: Rubia agostinhoi Dans. & P.Silva): Sie kommt auf den Azoren, auf Madeira, den Kanaren, in Spanien und Portugal vor.[2] Ihre Chromosomenzahl beträgt 2n = 44.[3]
- Rubia peregrina subsp. longifolia (Poir.) O.Bolòs (Syn.: Rubia longifolia Poir. ): Sie kommt in Spanien, Frankreich und auf den Balearen vor.[2] Ihre Chromosomenzahl beträgt 2n = 44.[3]
- Rubia peregrina L. subsp. peregrina: Sie kommt in Spanien und auf den Balearen vor.[2] Ihre Chromosomenzahl beträgt 2n = 22, 66 oder 110.[3]